# Phytomyza periclymeni
Phytomyza periclymeni este o specie de muște din genul Phytomyza, familia Agromyzidae, descrisă de Friedrich Georg Hendel în anul 1922. Conform Catalogue of Life specia Phytomyza periclymeni nu are subspecii cunoscute.